# Susie Berning
Susie Maxwell Berning (Pasadena (Californië), 22 juli 1941 – Palm Springs (Californië), 2 oktober 2024) was een Amerikaanse golfprofessional die golfte op de LPGA Tour, van 1964 tot 1996, waar ze elf toernooien won waarvan vier majors.

## Loopbaan
Maxwell werd geboren in Pasadena en op 13-jarige leeftijd verhuisde ze samen met haar familie naar Oklahoma City. Ze begon 15-jarige leeftijd te golfen en won snel drie keer op een rij het Oklahoma State High School Championship. Van 1959 tot 1961 won ze ook het Oklahoma City Women's Amateur Championship.
In 1964 werd ze golfprofessional en maakte haar debuut op de LPGA Tour. Op het einde van haar eerste seizoen kreeg ze met de "Nieuwkomer van het Jaar" een trofee van de LPGA. In mei 1965 behaalde ze haar eerste LPGA-zege door het Muskogee Civitan Open te winnen. Een maand later behaalde ze haar eerste major door het Women's Western Open te winnen. Later won ze nog enkele toernooien waarvan drie majors. De majors die ze won was het US Women's Open in 1968, 1971 en 1972. Op 25 juli 1976 behaalde ze haar elfde en laatste LPGA-zege door het Lady Keystone Open te winnen. Na het golfseizoen van 1976, nam ze afscheid van het golfsport en ging op pensioen.
Na haar profcarrière, ging Berning aan de slag bij de Nicholas-Flick Golf Academy waar ze golflessen gaf.
Berning overleed op 2 oktober 2024 op 83-jarige leeftijd.

## Prestaties

### Professional
LPGA Tour
| Nr. | Datum        | Toernooi                  | Score           | Score | Info                              |
| --- | ------------ | ------------------------- | --------------- | ----- | --------------------------------- |
| 1   | 16 mei 1965  | Muskogee Civitan Open     | 71-72-70=213    | –3    |                                   |
| 2   | 13 juni 1965 | Women's Western Open      | 73-72-76-69=290 | –2    |                                   |
| 3   | 2 april 1967 | Louise Suggs Invitational | 75-72-77=224    | +8    | Won de play-off van Sandra Haynie |
| 4   | 18 juni 1967 | Milwaukee Jaycee Open     | 68-73-75=216    | par   |                                   |
| 5   | 7 juli 1968  | US Women's Open           | 69-73-76-71=289 | +5    |                                   |
| 6   | 8 juni 1969  | Lady Carling Open         | 69-74-70=213    | –6    |                                   |
| 7   | 22 juni 1969 | Pabst Ladies Classic      | 69-71-71=211    | –5    |                                   |
| 8   | 2 juli 1972  | US Women's Open           | 79-76-73-71=299 | +11   |                                   |
| 9   | 24 juni 1973 | Heritage Village Open     | 68-70-69=207    | –12   |                                   |
| 10  | 22 juli 1973 | US Women's Open           | 73-77-69-72=290 | –3    |                                   |
| 11  | 25 juli 1976 | Lady Keystone Open        | 72-71-72=215    | –1    |                                   |

| major |

Overige zeges
| Jaar | # | Toernooi(en)            |
| ---- | - | ----------------------- |
| 1975 | 1 | Lady Keystone Open      |
| 1997 | 1 | Sprint Senior Challenge |

## Prijzen
- LPGA Rookie of the Year: 1964
- LPGA Most Improved Player: 1967